# DJ Energy
DJ Energy (bürgerlich Roger Beglinger; * 6. Oktober 1973 in Zürich; † 14. August 2011 ebenda) war ein Schweizer Trance-DJ.

## Leben und Karriere
Seine Karriere begann in den späten 1980er-Jahren. Der Durchbruch gelang ihm in den 1990ern durch sein Engagement an der gleichnamigen Rave-Party «Energy», die jeweils nach der Zürcher Street Parade im Hallenstadion stattfindet.
DJ Energy legte sich früh auf den Stil Trance fest und leistete durch seine Popularität einen grossen Beitrag zum Durchbruch der Trance-Musik. Er war einer der ersten DJs, die ihre Mixes auf CD veröffentlichten und so für die kommerzielle Verbreitung der Trance-Musik sorgten. 2004 erregte er Aufsehen, als er die Musik zu einem Porno After Show Party beitrug und auf DVD veröffentlichte. Er war der einzige DJ, der an jeder «Energy» im Hallenstadion bis 2010 auflegte. Insgesamt zehnmal hat er die Hymne zur «Energy» produziert.
DJ Energy starb am 14. August 2011 am Sonntag nach der 20. Street Parade im Alter von 37 Jahren. Er legte noch an der Parade auf, konnte aber aus gesundheitlichen Gründen seinen Auftritt in der Nacht an der «Energy» nicht wahrnehmen. Er starb in dieser Nacht in seiner Wohnung in Zürich. Im Obduktionsbericht des Instituts für Rechtsmedizin der Universität Zürich, der im März 2012 erschien, steht: «Als Todesursache sehen wir eine Mischintoxikation, die über ein zentrales Regulationsversagen im Gehirn zum Tod geführt hat. (...) Ob die Einnahme akzidentiell oder suizidal zum Tode geführt hat, lässt sich nicht abschliessend beurteilen». Bekannt war, dass Beglinger Medikamente gegen starke Schmerzen nahm, da er sich im Juli 2011 bei einem Sturz zu Hause eine Verletzung am Ohr sowie einen Sehnenriss an der Schulter zugezogen hatte.

## Diskografie (Auszug)

### Singles
- 1996: Believer (Energy 96 Theme)
- 1996: Control
- 1997: I Just Can’t Get Enough
- 1997: Step into the Arena (Energy 97 Theme)
- 1998: Set You Free (Energy 98 Theme)
- 1999: Energy 99 Theme
- 1999: End of Time (mit DJ Tatana)
- 1999: Enter the Future (Energy Millennium Anthem)
- 2000: Belfagor (Energy 2000 Theme)
- 2001: Feel (Energy 2001 Theme) (mit DJ Tatana)
- 2002: Excelsis
- 2002: Peace! (Street Parade 2002 Hymne)
- 2003: Arya
- 2003: Liberty (Energy 03 Theme) (mit DJ Tatana)
- 2003: Serenity
- 2005: Lift U Up (Theme of Energy 05) (feat. Gotthard)
- 2006: Captain Future
- 2006: Summer Anthem (Energy 06 Anthem)
- 2011: Once in a Lifetime

### Mix-CDs
- 1995: Live at the Streetparade
- 1996: Live at Major Raves
- 1996: Recharge
- 1997: Change
- 1997: Megatones
- 1998: Ultraflash
- 1998: Asteroid
- 1999: Energy 99 – The Official Mix Compilation
- 2000: Energy 00 – The Official Compilation
- 2000: Energy 00 – The Annual
- 2000: Future
- 2001: Aircraft
- 2002: Contact
- 2002: Maximal in the Mix (mit Tillmann Uhrmacher)
- 2002: Synthesis
- 2002: Street Parade 2002 – The Official Compilation
- 2003: Rebound
- 2003: Energy 03 (mit DJ Tatana)
- 2005: Best of 1995–2005
- 2005: Energy 05 – The Official Compilation
- 2006: Energy 06 – The Official Compilation
- 2007: Revolution on the Dancefloor
- 2007: Energy 07 – The Official Compilation